# Martin Heuberger
Martin Heuberger (Schutterwald, 5 de junio de 1964) es un exjugador de balonmano alemán y posteriormente entrenador, llegando a ser seleccionador absoluto alemán. 
Como jugador desarrolló toda su carrera en el TuS Schutterwald, llegando a ser internacional con la Selección de balonmano de Alemania con la que disputó 26 partidos internacionales en los que ha anotó un total de 33 goles, debutando un 17 de enero de 1989 contra la selección de la Unión Soviética. 
Su carrera como entrenador comenzó en marzo de 1995, cuando el entrenador del TuS Schutterwald en aquel momento, el yugoslavo Pedrag Dosen fue destituido, pasando Heuberger a ser jugador-entrenador del equipo. Ascendió al equipo en 1996, no pudiendo mantenerlo en la máxima categoría de la Bundesliga la temporada siguiente. Tras un nuevo ascenso, el equipo de Schutterwald jugaría dos nuevas temporadas en la Bundesliga, si bien la segunda de ellas propiciada por el descenso administrativo del TV Niederwürzbach.
En 2002, pasó a formar parte del cuerpo técnico de la Federación alemana de balonmano, siendo el entrenador de su selección junior hasta 2011, siendo elegido por la misma como sucesor en la selección absoluta de Heiner Brand tras haber ostentado el cargo desde 1997, y del cual había sido también Heuberger asistente en la selección absoluta anteriormente.
Con la selección alemana consiguió un quinto puesto en el Campeonato del Mundo 2013, fracasando por otra parte tras no clasificar a Alemania para los Juegos Olímpicos de Londres de 2012, ni para el Campeonato de Europa de Dinamarca de 2014, ni para el Campeonato del Mundo 2015. Precisamente tras la derrota contra Polonia en la eliminatoria de clasificación para el Campeonato del Mundo de 2015 se oficializó la no renovación de su contrato.

## Equipos
Jugador
- TuS Schutterwald (-1996)

Entrenador
- TuS Schutterwald (1995-2000)
- Selección de balonmano de Alemania junior (2002-2011)
- Selección de balonmano de Alemania (2011-2014)

## Palmarés
Entrenador
- Campeón de Europa junior de balonmano 2006